# Sublime et Silence
Singles de Julien Doré
Le Lac
(2016) Coco câline
(2017)
Clip vidéo
[vidéo] « Sublime & Silence », sur YouTube
Pistes de &
Coco câline
(2) Le Lac
(4)
Sublime et Silence (stylisée Sublime & Silence) est une chanson écrite, composée et interprétée par Julien Doré sortie en single le 2 septembre 2016, deuxième extrait de l'album &.

## Liste de titres
| 1. | Sublime & Silence | Julien Doré | 3:39 |

| A. | Sublime & Silence | Julien Doré        | 3:56 |
| B. | Romy              | Julien Doré, Darko | 3:38 |

## Clip vidéo
Selon Public, le clip en noir et gris est « des plus élégants, dans le désert, avec des motos, des casques et une touche de second degré propre au chanteur ».

### Accusation de plagiat
Le groupe de metal industriel Herrschaft accuse Julien Doré de plagiat, en raison des similitudes entre leur clip vidéo pour la chanson How Real Men Do sorti en 2015 et le clip vidéo du chanteur pour la chanson Sublime & Silence. Le clip de Herrschaft présentait une vidéo à base de motards câlins filmés en noir et blanc, au ralenti, sur des routes champêtres désertes.
Le magazine Brain décortique les deux séquences par le biais de l'agence Dooweet, spécialisée dans le rock et le metal, et conclut qu'il y a effectivement beaucoup de similitudes.

## Classements et certifications
| Classement (2016-2017)                  | Meilleure position |
| --------------------------------------- | ------------------ |
| Belgique (Wallonie Ultratop 50 Singles) | 7                  |
| Belgique (Wallonie Ultratop 50 Airplay) | 5                  |
| France (SNEP)                           | 31                 |
| France (SNEP Radio)                     | 10                 |
| France (SNEP Streaming)                 | 121                |
| France (SNEP Téléchargement)            | 17                 |

| Classement (2017)            | Meilleure position |
| ---------------------------- | ------------------ |
| Belgique (Wallonie Ultratop) | 31                 |

### Certification
| Pays          | Certification | Ventes                        |
| ------------- | ------------- | ----------------------------- |
| France (SNEP) | Platine       | 20 000 000 équivalents stream |

## Historique de sortie
| Pays                  | Date             | Format                    | Label    |
| --------------------- | ---------------- | ------------------------- | -------- |
| France / Monde entier | 2 septembre 2016 | Téléchargement, streaming | Columbia |
| France                | 15 décembre 2016 | CD single                 | Columbia |
| France                | 7 février 2017   | disque 45 tours           | Columbia |